# Orquesta Sinfónica de la Radio de Stuttgart
Esta orquesta actualmente es la Orquesta Sinfónica de la SWR, tras la fusión con la Orquesta Sinfónica de la SWR de Baden-Baden y Friburgo
La Orquesta Sinfónica de la Radio de Stuttgart (en alemán: Radio-Sinfonieorchester Stuttgart des SWR) fue una orquesta sinfónica con sede en Stuttgart, Alemania. Fue fundada en 1945 por las autoridades de ocupación estadounidenses. Como muchas orquestas de transmisión radiofónica en Alemania, tenía una reputación en la interpretación de música contemporánea.
En 2012, la emisora SWR adoptó la decisión de fusionar la plantilla de la orquesta con su otra orquesta sinfónica afiliada, la Orquesta Sinfónica de la SWR de Baden-Baden y Friburgo, con sede en estas dos ciudades del estado federado de Baden-Wurtemberg. La nueva orquesta resultante de la fusión es la Orquesta Sinfónica de la SWR, con sede en Stuttgart. El último concierto de la orquesta tuvo lugar el 28 de julio de 2016, en los Proms londinenses, bajo la dirección de Roger Norrington. El último director titular de la orquesta fue Stéphane Denève.

## Directores
- Hans Müller-Kray (1948-1969)
- Sergiu Celibidache (1971-1977)
- Neville Marriner (1983-1989)
- Gianluigi Gelmetti (1989-1998)
- Roger Norrington (1998-2011)
- Stéphane Denève (2011-2016)